# Малоча, Марио
Ма́рио Ма́лоча (хорв. Mario Maloča; 4 мая 1989, СФРЮ) — хорватский футболист, защитник клуба «Горица».

## Карьера

### Клубная карьера
Малоча — воспитанник клубной академии загребского «Динамо». В 2006 году тренеры «Динамо» сочли молодого игрока бесперспективным и предложили ему искать новую команду. За 2006—2007 годы Марио четыре раза сменил команду, побывав в «Загребе», «Интере» (Запрешич), «Камен Инграде», пока не оказался в «Хайдуке» из Сплита, где получил свой шанс.
Дебютировал в основном составе «Хайдука» 18 марта 2008 года под руководством Роберта Ярни.
В сезоне 2017/18 Марио Малоча на правах аренды присоединился к «Гройтер Фюрту».

### Выступления за сборную
Являлся игроком молодёжной сборной Хорватии.

## Статистика выступлений
По состоянию на 25 мая 2009.
| Клуб   | Сезон        | Чемпионат | Чемпионат | Кубок | Кубок | Еврокубки | Еврокубки | Всего | Всего |
| Клуб   | Сезон        | Матчи     | Голы      | Матчи | Голы  | Матчи     | Голы      | Матчи | Голы  |
| ------ | ------------ | --------- | --------- | ----- | ----- | --------- | --------- | ----- | ----- |
| Хайдук | 2007/2008    | 12        | 0         | -     | -     | -         | -         | 12    | 0     |
| Хайдук | 2008/2009    | 15        | 0         | -     | -     | -         | -         | 15    | 0     |
| Хайдук | За всё время | 27        | 0         | -     | -     | -         | -         | 27    | 0     |

## Достижения
- Обладатель Кубка Хорватии: 2009/2010, 2012/2013